# Мелентьев, Герман Александрович
Ге́рман Алекса́ндрович Меле́нтьев (17 (29) июня 1888, с. Орда, Осинский уезд, Пермская губерния, Российская империя — 28 марта 1967, Свердловск, РСФСР, СССР) — живописец, педагог.

## Биография
Родился 17 (29) июня 1888 в селе Орда в семье сапожника. Поступил в городское училище города Кунгура (класс А. Н. Зеленина), но был исключён за неуплату денег за обучение. Работал с отцом на кожевенном заводе, затем в различных канцеляриях и конторах.
В 1909 поступил и в 1915 году окончил Казанское художественное училище (класс Н. И. Фешина и П. П. Бенькова). С 1915 по 1918 годы обучался в Академии художеств в Петрограде (класс А. В. Маковского), но не окончил его.
В 1919—1935 годах преподавал в школах и изостудиях Кунгура, пединституте и художественном техникуме Перми; в 1935—1953 годах преподавал в Свердловском художественном училище.
Скончался 28 марта 1967 года в Свердловске. Похоронен на Широкореченском кладбище.

### Творчество
Автор ряда картин на историческую тематику: «Пугачёв в Кунгуре» (1925), «Мотовилихинское восстание 1905 года» (1935), «Бригада у мощного пресса УЗТМ» (1937) и др.; сцен жизни крестьян: «Весенний сев», «Соха и первый трактор», «Жатва»; и портретов: «Портрет отца» (1916), «Портрет работницы Л. Овсянниковой» (1926), «Портрет сталевара Н. Базетова» (1944) и др.
Член Свердловского филиала Ассоциации художников революционной России (1929—1932), Союза художников СССР (1932).
Участвовал в выставках:
- Юбилейной выставке искусства народов СССР (1927);
- произведений художников союзных республик, автономных республик и областей РСФСР (1944) в Москве;
- 2-й выставке творчества современных художников Урала (1927);
- «XV лет РККА» (1933) в Перми

Искусствовед Борис Павловский так писал о Мелентьеве: «Г. А. Мелентьев является одним из старейших художников Урала, отражающим в своих произведениях его историческое прошлое, события революционных лет, героику социалистического строительства… Многие молодые художники Урала обязаны ему своими знаниями, многим помог он найти дорогу в искусстве».
Работы находятся в Екатеринбургском музее изобразительных искусств (ЕМИИ), музеях Нижнего Тагила, Перми и Кунгура.
В 2000 году в Кунгуре был открыт выставочный зал имени Г. А. Мелентьева.